# ハーバート・ローリンソン
ハーバート・ローリンソン（Herbert Rawlinson, 1885年11月15日 - 1953年7月12日）は、アメリカ合衆国で活動したイングランド出身の俳優である。最晩年に至るまで活動をつづけ、生涯に400作にものぼる映画に出演した。

## 人物・来歴
1885年（明治18年）11月15日、イングランドのイースト・サセックス州ブライトンに生まれる。
舞台俳優としてキャリアを積んだローリンソンは、満26歳を迎える1911年（明治44年）、映画界に進出、アメリカ合衆国のセリグ・ポリスコープ・カンパニーが製作した短篇映画 The Cowboy and the Shrew に出演、同年4月10日に公開されたのが、もっとも古い映画への出演記録である。同社が量産する短篇映画に100作近く主演する。1913年（大正2年）末をもってセリグを離れ、ユニヴァーサル・フィルム・マニュファクチュアリング・カンパニー（現在のユニバーサル・ピクチャーズ）に移籍、同社傘下のバイソン・スタジオ、レックス・スタジオ等が量産する短篇映画に多く主演する。1915年（大正4年）には日本でも公開されたシリアル『黒い箱』に主演する。かつて共演者であったウィリアム・ウォーシントンが監督に回り、同年からウォーシントン監督、ローリンソン主演の短篇映画が量産される。
1916年（大正5年）、ユニヴァーサル傘下のブルーバード映画で、ロバート・Z・レナード監督の『イーヴ嬢』に出演、主演のエラ・ホールの相手役を演じ、ロバート・Z・レナードおよびルーファス・スティールが共同監督した The Eagle's Wing では主演のグレイス・カーライルの相手役を演じている。1917年（大正6年）には、エルマー・クリフトン監督の3作『死の飛行』、『人罠』、『鉄の炎』（1918年）に主演、これらはいずれも日本でも公開された。同年、ロバータ・アーノルドと結婚する。
1922年（大正11年）3月、ボストンの新聞に、元ユニヴァーサルのスター子役で当時は一般人で17歳の高校生であったドロシー・クラークの人生を破滅させた、と報じられる。この事件は、後に1931年（昭和6年）、ドロシー・クラークがハリウッドで売春斡旋の容疑で逮捕されたと報じられたときにも、繰り返し報道されている。1923年（大正12年）、妻ロバータと離婚、1924年（大正13年）1月1日、ロレイン・アビゲイル・ロングと再婚する。
満42歳を迎える1927年（昭和2年）まで、数多くの作品に主演し、多くの主演女優の相手役を務めて来たが、同年、ジョン・インス監督の Wages of Conscience に主演したのを最後に、映画界を離れ、それと同時にローリンソンのサイレント時代は終焉する。同年、妻ロレインと離別（生死別は不明）、のちにジョセフィン・ノーマンと結婚している。
1929年（昭和4年）から1934年（昭和9年）までの時期、ニューヨークに移り、ブロードウェイの舞台に立つ。その間、1931年（昭和6年）には、ローリンソンにとって初めてのトーキーであるA・エドワード・サザーランド監督の『突貫勘太』にノンクレジットで客演している。1935年（昭和10年）、クレイン・ウィルバー監督の The People's Enemy に脇役としての出演以降は、本格的に映画界に復帰する。
第二次世界大戦後に開始されたテレヴィジョン放送の初期、1949年（昭和24年）に開始したアーチ・オーボラーの名を冠した『オーボラー喜劇劇場』に出演する。1950年（昭和25年）から1951年（昭和26年）には、ラジオ番組『ハリウッド・スター・プレイハウス』のナレーターを務めた。1952年（昭和27年）にはホパロング・キャシディをテーマにした西部劇のテレビ映画『われらのキャシディ』にも出演している。
1953年（昭和28年）、ローリンソンは肺癌を病んでいたが、エド・ウッド監督の『牢獄の罠』に出演し、出番をすべて撮影し終えた直後の同年7月12日、カリフォルニア州ロサンゼルス市で死去した。満67歳没。同市内のパインズ・クレマトリー会堂の墓地に眠る。最後の出演作となった『牢獄の罠』は、ローリンソン没後の1954年（昭和29年）5月12日に公開された。映画産業への貢献によりハリウッド大通り6150番地にハリウッド・ウォーク・オブ・フェームの星を刻む。

## フィルモグラフィ
特筆を除きすべて出演作である。1916年以前の約150作以上の出演作は、短篇が多く、おもなものに留めた。

### 1910年代

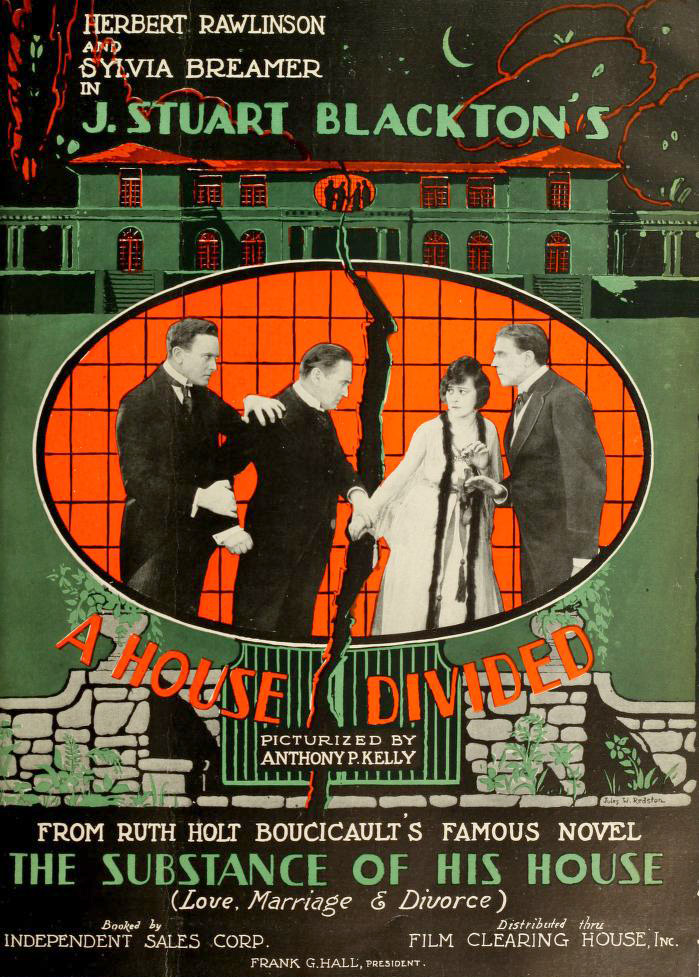
ための広告 A House Divided (1919)

- The Cowboy and the Shrew  : 監督不明、1911年 - 主演
- The New Superintendent : 監督フランシス・ボッグス、1911年 - 主演
- 『生?死?肉』[8] In the Midst of the Jungle : 監督ヘンリー・マックレイ、: 主演ホバート・ボズワース、1913年
- 『黒い箱』 The Black Box : 監督オーティス・ターナー、1915年 - 主演
- The Reward of Chivalry : 監督・出演ウィリアム・ウォーシントン、1916年
- The Family Secret : 監督ウィリアム・ウォーシントン、1916年
- The Dupe : 監督ウィリアム・ウォーシントン、1916
- After the Play : 監督ウィリアム・ウォーシントン、1916年
- The Best Man's Bride : 監督ウィリアム・ウォーシントン、1916年
- The Mark of a Gentleman : 監督ウィリアム・ウォーシントン、1916年
- Darcy of the Northwest Mounted : 監督ウィリアム・ウォーシントン、1916年
- The Wire Pullers : 監督ウィリアム・ウォーシントン、1916年 - 出演・役 Hamilton Craig
- The Rose Colored Scarf : 監督ウィリアム・ウォーシントン、1916年
- The False Part : 監督ウィリアム・ウォーシントン、1916年
- They Wouldn't Take Him Seriously : 監督ウィリアム・ウォーシントン、1916年
- Nature Incorporated : 監督ウィリアム・ウォーシントン、1916年
- Lee Blount Goes Home : 監督ウィリアム・ウォーシントン、1916年
- 『イーヴ嬢』 Little Eve Edgarton : 監督ロバート・Z・レナード、主演エラ・ホール、1916年 - 出演・役 James Barton
- 『本局四四〇〇』 Main 4400 : 監督ウィリアム・ウォーシントン、1916年
- The Eagle's Wing : 監督ロバート・Z・レナード / ルーファス・スティール、主演グレイス・カーライル、1916年 - 出演・役 Richard Wallace
- 『水雷の秘密』 The Great Torpedo Secret : 監督スチュアート・ペイトン、1917年 - 出演・役 Billy Olmstead
- 『真紅の水晶』 The Scarlet Crystal : 監督チャールズ・ スウィッカード、1917年 - 出演・役 Vincent Morgan
- The Sorceress : 監督不明、1917年
- The Smoldering Spark : 監督コリン・キャンベル、1917年
- Like Wildfire : 監督スチュアート・ペイトン、1917年 - 出演・役 Tommy Buckman
- Come Through : 監督ジャック・コンウェイ、1917年 - 出演・役 James Harrington Court, aka 'The Possum'
- Caught in the Act : 監督ハリー・ミラード、1917年
- The Spindle of Life : 監督ジョージ・コクレン、1917年
- 『死の飛行』 Flirting with Death : 監督エルマー・クリフトン、1917年 - 主演
- 『人罠』 The Man Trap : 監督エルマー・クリフトン、1917年 - 主演・役 John Mull
- The High Sign : 監督エルマー・クリフトン、1917年 - 出演・役 Donald Bruce
- The Flash of Fate : 監督エルマー・クリフトン、1918年 - 出演・役 Randolph Shorb
- 『鉄の炎』 Brace Up : 監督エルマー・クリフトン、1918年 - 主演・役 Henry Court
- 『大突進』 Smashing Through : 監督エルマー・クリフトン、1918年 - 出演・役 Jack Mason
- 『森の乙女』 Back to the Woods : 監督ジョージ・アーヴィング、1918年 - 出演・役 Jimmy Raymond
- Out of the Night : 監督ジェームズ・カークウッド、1918年 - 出演・役 Bob Storrow
- 『明け行く路』 The Turn of the Wheel : 監督レジナルド・バーカー、1918年 - 出演・役 Maxfield Grey
- The Mating : 監督フレデリック・トムソン、1918年 - 出演・役 Dick Ives
- 『握手反目』 Kiss or Kill : 監督エルマー・クリフトン、1918年 - 出演・役 Henry Warner
- The Common Cause : 監督J・ スチュアート・ブラックトン、1919年 - 出演・役 Orrin Palmer
- 『空中魔』 The Carter Case : 監督ウィリアム・F・ハドック / ドナルド・マッケンジー、1919年 - 出演・役 Craig Kennedy
- 『おやおやアナベル』 Good Gracious, Annabelle : 監督ジョージ・メルフォード、1919年 - 出演・役 John Rawson
- A House Divided : 監督J・ スチュアート・ブラックトン、1919年 - 出演・役 Philip Carmichael
- A Dangerous Affair : 監督チャールズ・ミラー、1919年 - 出演・役 Terrence Redmond

### 1920年代

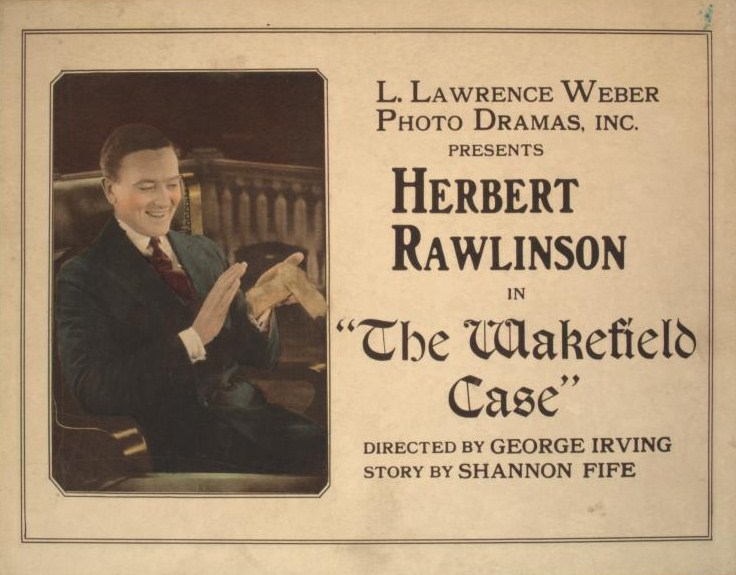
The Wakefield Case, 1921年（日本未公開）

- The Silkless Bank Note : 監督J・ゴードン・クーパー / カール・ハーボー、1920年
- Outlaws of the Deep : 監督J・ゴードン・クーパー、1920年
- Chang and the Law : 監督カール・ハーボー、1920年
- The Five Dollar Plate : 監督J・ゴードン・クーパー / カール・ハーボー、1920年
- The Poppy Trail : 監督カール・ハーボー、1920年
- The Kalda Ruby : 監督カール・ハーボー、1920年
- 『路傍の人々』（別題『通行の人々』） Passers-By : 監督J・ スチュアート・ブラックトン、1920年 - 出演・役 Peter Waverton
- 『純潔な女』（別題『男とその女』） Man and His Woman : 監督J・ スチュアート・ブラックトン、1920年 - 出演・役 Dr. John Worthing
- The Fakers : 監督カール・ハーボー、1920年
- 『運命の人形』 Playthings of Destiny : 監督エドウィン・カリュー、1921年 - 出演・役 Geoffrey Arnold
- The Wakefield Case : 監督ジョージ・アーヴィング、1921年 - 出演・役 Wakefield Jr.
- Charge It : 監督ハリー・ガースン、1921年 - 出演・役 Philip Lawrence
- You Find It Everywhere : 監督チャールズ・ホーラン、1921年 - 出演・役 Andrew Gibson
- 『呪の富』（別題『富の力』） Wealth : 監督ウィリアム・デズモンド・テイラー、1921年 - 出演・役 Phillip Dominick
- 『争闘』 The Conflict : 監督スチュアート・ペイトン、1921年 - 出演・役 Jevons
- 『俄か分限』 The Millionaire : 監督ジャック・コンウェイ、1921年 - 出演・役 Jack Norman
- 『試練の鉄火』 Cheated Hearts : 監督ホバート・ヘンリー、1921年 - 主演・役 Barry Gordon
- 『鉄拳の人』 The Scrapper : 監督ホバート・ ヘンリー、1922年 - 出演・役 Malloy
- 『闇に潜む男』 Man Under Cover : 監督トッド・ブラウニング、1922年 - 主演・役 Paul Porter
- 『黒い鞄』 The Black Bag : 監督スチュアート・ペイトン、1922年 - 出演・役 Billy Kirkwood
- 『侠骨男児』 Don't Shoot : 監督ジャック・コンウェイ、1922年 - 出演・役 James Harrington Court
- 『日の出の勢』 Confidence : 監督ハリー・A・ポラード、1922年 - 出演・役 Bob Mortimer
- 『一国の風雲』 Another Man's Shoes : 監督ジャック・コンウェイ、1922年 - 出演・役 Stuart Granger/Jack Burton
- 『素的な一夜』 One Wonderful Night : 監督スチュアート・ペイトン、1922年 - 出演・役 John D. Curtis
- 『男性美』 The Scarlet Car : 監督スチュアート・ペイトン、1923年 - 出演・役 Billy Winthrop
- 『古城の鮮血』 The Prisoner : 監督ジャック・コンウェイ、1923年 - 主演・役 Philip Quentin
- 『主な花嫁』 Nobody's Bride : 監督ハーバート・ブラシェ、1923年 - 出演・役 Jimmy Nevins
- 『奮起の青年』 Fools and Riches : 監督ハーバート・ブラシェ、1923年 - 出演・役 Jimmy Dorgan
- 『燃ゆる青春』 Railroaded : 監督エドマンド・モーティマー、1923年 - 出演・役 Richard Ragland
- The Victor : 監督エドワード・レムル、1923年 - 出演・役 Cecil Fitzhugh Waring
- The Clean-Up : 監督ウィリアム・パーク、1923年 - 出演・役 Montgomery Bixby
- 『復興の人』 A Million to Burn : 監督ウィリアム・パーク、1923年 - 出演・役 Thomas Gwynne
- 『娘子軍』 His Mystery Girl : 監督ロバート・F・ヒル、1923年 - 出演・役 Kerry Reynolds
- 『轟く凱歌』 Jack O'Clubs : 監督エドウィン・L・マリン、1924年 - 出演・役 John Francis Foley
- 『怪人物』 Stolen Secrets : 監督アーヴィング・カミングス、1924年 - 出演・役 The Eel, Miles Manning
- 『紅燈乱舞』 Dancing Cheat : 監督アーヴィング・カミングス、1924年 - 出演・役 Brwlw Clay
- 『全速力』 High Speed : 監督ハーバート・ブラシェ、1924年 - 出演・役 Hi Moreland
- 『闇に叫ぶ声』 Dark Stairways : 監督ロバート・F・ヒル、1924年 - 出演・役 Sheldon Polk
- 『トムボーイ』 The Tomboy : 監督デイヴィッド・カークランド、1924年 - 出演・役 Aldon Farwell
- 『曠野の妻』 The Prairie Wife : 監督ヒューゴー・ボーリン、1925年 - 出演・役 Duncan MacKail
- My Neighbor's Wife : 監督クラレンス・ ゲルダート、1925年 - 出演・役 Allen Allwright
- 『浮気禁制』 Every Man's Wife : 監督モーリス・エルヴィ、1925年 - 出演・役 Mr. Randolph
- The Adventurous Sex : 監督チャールズ・ギブリン、1925年 - 出演・役 The Sweetheart
- The Man in Blue : 監督エドワード・レムル、1925年 - 出演・役 Officer Tom Conlin
- 『火中の英雄』 The Flame Fighter : 監督ロバート・ディロン、1925年 - 出演・役 Jack Sparks
- The Unnamed Woman : 監督ハリー・O・ホイト、1925年 - 出演・役 Donald Brookes
- The Great Jewel Robbery : 監督ジョン・インス、1925年 - 出演・役 Steve Martindale
- 『傷める胡蝶』 The Gilded Butterfly : 監督ジョン・グリフィス・レイ、1926年 - 出演・役 Courtney Roth
- Her Big Adventure : 監督ジョン・インス、1926年 - 出演・役 Ralph Merriwell
- Midnight Thieves : 監督ジョン・インス、1926年
- 『神出鬼没鬼警官』 Phantom Police : 監督ロバート・ディロン、1926年 - 出演・役 Jack Wright
- The Millionaire Policeman : 監督エドワード・ルセイント、1926年 - 出演・役 Steven Wallace
- Men of the Night : 監督アルバート・S・ロジェル、1926年 - 出演・役 J. Rupert Dodds
- 『春の花巴里情調』 The Belle of Broadway : 監督ハリー・O・ホイト、1926年 - 出演・役 Paul Merlin
- Her Sacrifice : 監督ウィルフレッド・ルーカス、1926年 - 出演・役 James Romaine
- Trooper 77 : 監督デューク・ウォーン、1926年 - 出演・役 Steve Manning/Trooper 77
- Burning Gold : 監督ジョン・W・ノーブル、1927年 - 出演・役 Bob Roberts
- Slipping Wives : 監督フレッド・ガイオル、1927年 - 出演・役 Husband
- 『喇叭手クーガン』 The Bugle Call : 監督エドワード・セジウィック、1927年 - 出演・役 Capt. Randolph
- Hour of Reckoning : 監督ジョン・インス、1927年
- Wages of Conscience : 監督ジョン・インス、1927年 - 出演・役 Henry McWade

### 1930年代
- 『突貫勘太』 Palmy Days : 監督A・エドワード・サザーランド、1931年 - ノンクレジット出演・役 Party Guest
- The Working Man : 監督ジョン・G・アドルフィ、1933年 - ノンクレジット出演・役 Reeves Co. Board Member
- 『月の宮殿』 Moonlight and Pretzels : 監督カール・フロイント、1933年 - 出演・役 Sport Powell
- Get That Venus : 監督アーサー・ヴァーニー、1933年 - 出演・役 Editor Nash
- Enlighten Thy Daughter : 監督ジョン・ヴァーリー、1934年 - 出演・役 Dr. Richard Stevens
- The People's Enemy : 監督クレイン・ウィルバー、1935年 - 出演・役 Philip Francis Duke Ware
- 『名を失える男』 Men Without Names : 監督ラルフ・マーフィー、1935年 - 出演・役 Crawford
- Confidential : 監督エドワード・L・カーン、1935年 - 出演・役 J.W. Keaton
- Convention Girl : 監督ルーサー・リード、1935年 - 出演・役 Ward Hollister
- Tuned Out : 監督アルフレッド・J・グールディング、1935年
- 『情無用ッ!』 Show Them No Mercy! : 監督ジョージ・マーシャル、1935年 - 出演・役 Kurt Hansen
- Dancing Feet : 監督ジョセフ・サントリー、1936年 - 出演・役 Oliver Groves
- 『艦隊を追って』 Follow the Fleet : 監督マーク・サンドリッチ、1936年 - ノンクレジット出演・役 Mr. Webber, Paradise Ballroom Owner
- Hitch Hike to Heaven : 監督フランク・ストレイヤー、1936年 - 出演・役 Melville Delaney
- 『弾丸か投票か』 Bullets or Ballots : 監督ウィリアム・ケイリー、1936年 - 出演・役 Mr. Caldwell
- Ticket to Paradise : 監督オーブリー・スコットー、1936年 - 出演・役 Fred Townsend
- 『息子の顔』 A Son Comes Home : 監督E・A・デュポン、1936年 - 出演・役 Bladeu
- 『ハリウッド大通り』 Hollywood Boulevard : 監督ロバート・フローリー、1936年 - 出演・役 Manager of Grauman's
- Mad Holiday : 監督ジョージ・B・サイツ、1936年 - 出演・役 Captain Bromley
- Robinson Crusoe of Clipper Island : 監督レイ・テイラー / マック・V・ライト、1936年 - 出演・役 Grant Jackson
- Mysterious Crossing : 監督アーサー・ルービン、1936年 - 出演・役 District Attorney Henry R. Charters
- 『大森林』 God's Country and the Woman : 監督ウィリアム・ケイリー、1937年 - 出演・役 Mr. Doyle
- 『怪探偵ブレーク』 Blake of Scotland Yard : 監督ロバート・F・ヒル、1937 - 出演・役 Sir James Blake
- 『夜間裁判』 Midnight Court : 監督フランク・マクドナルド、1937年 - ノンクレジット出演・役 District Attorney Larson
- Nobody's Baby : 監督ガス・ マインス、1937年 - 出演・役 Radio Audition Executive
- 『就職戦術』 The Go Getter : 監督バズビー・バークレー、1937年 - 出演・役 Lester Roberts
- Make a Wish : 監督カート・ニューマン、1937年 - 出演・役 Dr. Stevens
- S.O.S. Coast Guard : 監督アラン・ジェームズ / ウィリアム・ウィットニー、1937年 - 出演・役 Cmdr. Boyle
- 『或る女』 That Certain Woman : 監督エドマンド・グールディング、1937年 - 出演・役 Dr. Hartman
- 『特種漁り』 Back in Circulation : 監督レイ・エンライト、1937年 - 出演・役 District Attorney Stephen L. Saunders
- 『キャグニー、ハリウッドに行く』 Something to Sing About : 監督ヴィクター・シャーツィンガー、1937年 - ノンクレジット出演・役 Studio attorney
- 『恋愛放送中』 Love Is on the Air : 監督ニック・グラインド、1937年 - 出演・役 Mr. George Copelin
- Over the Goal : 監督ノエル・スミス、1937年 - 出演・役 Stanley Short
- Every Day's a Holiday : 監督A・エドワード・サザーランド、1937年 - ノンクレジット出演・役 Guest at Party
- The Kid Comes Back : 監督B・リーヴス・イーソン、1938年 - 出演・役 Mr. Redmann
- Hawaii Calls : 監督エドワード・F・クライン、1938年 - 出演・役 Mr. Harlow
- Over the Wall : 監督フランク・マクドナルド、1938年 - ノンクレジット出演・役 Prosecutor
- Women Are Like That : 監督スタンリー・ローガン、1938年 - 出演・役 Avery Flickner
- 『マリー・アントアネットの生涯』 Marie Antoinette : 監督W・S・ヴァン・ダイク、1938年 - ノンクレジット出演・役 Goguelot
- Under the Big Top : 監督カール・ブラウン、1938年 - 出演・役 Herman
- 『巨人の谷』 Valley of the Giants : 監督ウィリアム・ケイリー、1938年 - ノンクレジット出演・役 Land Commissioner
- Secrets of an Actress : 監督ウィリアム・ケイリー、1938年 - 出演・役 Mr. Harrison
- Hard to Get : 監督レイ・エンライト、1938年 - ノンクレジット出演・役 Mr. Jones
- Torchy Gets Her Man : 監督ウィリアム・ボーディン、1938年 - 出演・役 Tom Brennan
- Peck's Bad Boy with the Circus : 監督エドワード・F・クライン、1938年 - ノンクレジット出演・役 Race Judge
- Orphans of the Street : 監督ジョン・H・オーア、1938年 - 出演・役 Adams
- 『特ダネ監獄』 Blackwell's Island : 監督ウィリアム・マクガン、1939年 - ノンクレジット出演・役 Dave Reynolds
- Secret Service of the Air : 監督ノエル・スミス、1939年 - 出演・役 Admiral A.C. Schuyler
- 『脱獄者の報酬』 You Can't Get Away with Murder : 監督ルイス・サイラー、1939年 - 出演・役 District Attorney
- Sudden Money : 監督ニック・グラインド、1939年
- 『愛の勝利』 Dark Victory : 監督エドマンド・グールディング、1939年 - 出演・役 Dr. Carter
- 『ナウテイ・バット・ナイス』 Naughty But Nice : 監督レイ・エンライト、1939年 - ノンクレジット出演・役 Hardwick's Attorney （『娘新旧両面鏡』のリメイク）
- Five Little Peppers and How They Grew : 監督チャールズ・バートン、1939年 - 出演・役 Mr. Decker
- 『ジェシー・ジェイムズ時代』 Days of Jesse James : 監督ジョセフ・ケイン、1939年 - ノンクレジット出演・役 Bank Association Official
- 『懐しのスワニー』 Swanee River : 監督シドニー・ランフィールド、1939年 - ノンクレジット出演・役 Army Officer
- Money to Burn : 監督ガス・ マインス、1939年 - 出演・役 Dover

### 1940年代
- 『新ロビンソン漂流記』 Swiss Family Robinson : 監督エドワード・ルドウィグ、1940年 - 出演・役 Captain
- Five Little Peppers at Home : 監督チャールズ・バートン、1940年 - 出演・役 Mr. Decker
- Framed : 監督ハロルド・D・シュスター、1940年 - 出演・役 Walter Billings
- 『フラッシュ・ゴードン / 謎の惑星モンゴ』 Flash Gordon Conquers the Universe : 監督フォード・ビーブ / レイ・テイラー、1940年 - 出演・役 Dr. Frohmann （第1, 4章）
- Free, Blonde and 21 : 監督リカルド・コルテス、1940年 - 出演・役 John Crane
- Cross-Country Romance : 監督フランク・ウッドラフ、1940年 - ノンクレジット出演・役 Ship's Capt. Brawley
- 『愛情のかげり』 I Want a Divorce : 監督ラルフ・マーフィー、1940年 - ノンクレジット出演・役 Len Howard
- King of the Royal Mounted : 監督ウィリアム・ウィットニー / ジョン・イングリッシュ、1940年 - 出演・役 Inspector King （第1-4章）
- 『妖花』 Seven Sinners : 監督テイ・ガーネット、1940年 - 出演・役 First Mate
- Flying Wild : 監督ウィリアム・ウェスト、1941年 - 出演・役 Mr. Reynolds
- 『空の要塞』 I Wanted Wings : 監督ミッチェル・ライゼン、1941年 - ノンクレジット出演・役 Mr. Young
- Strange Alibi : 監督D・ロス・レダーマン、1941年 - ノンクレジット出演・役 King Carney
- 『焔の女』 The Flame of New Orleans : 監督ルネ・クレール、1941年 - ノンクレジット出演・役 Party Guest
- Sheriff of Tombstone : 監督ジョセフ・ケイン、1941年 - ノンクレジット出演・役 Dodge City marshal
- Adventure in Washington : 監督アルフレッド・E・グリーン、1941年 - ノンクレジット出演・役 Senator Jenkins
- Blondie in Society : 監督フランク・ストレイヤー、1941年 - ノンクレジット出演・役 Mr. Judson, Bank President
- Mystery Ship : 監督ルー・ランダーズ、1941年 - ノンクレジット出演・役 Inspector Clark
- Scattergood Meets Broadway : 監督クリスティ・キャバンヌ、1941年 - 出演・役 The Governor
- Gentleman from Dixie : 監督アルバート・ハーマン、1941年 - 出演・役 Prison Warden
- Bad Man of Deadwood : 監督ジョセフ・ケイン、1941年 - 出演・役 Judge Gary
- It Started with Eve : 監督ヘンリー・コスター、1941年 - ノンクレジット出演・役 Party Guest
- King of the Texas Rangers : 監督ウィリアム・ウィットニー / ジョン・イングリッシュ、1941年 - 出演・役 Col. Lee Avery （第1,12章）
- Arizona Cyclone : 監督ジョセフ・H・ルイス、1941年 - 出演・役 George Randolph
- I Killed That Man : 監督フィル・ローゼン、1941年 - 出演・役 Warden
- Riot Squad : 監督エドワード・フィニー、1941年 - 出演・役 Police Chief
- Don Winslow of the Navy : 監督フォード・ビーブ / レイ・テイラー、1942年 - 出演・役 Adm. Warburton （第1章）
- Broadway Big Shot : 監督ウィリアム・ボーディン、1942年 - 出演・役 District Attorney
- Stagecoach Buckaroo : 監督レイ・テイラー、1942年 - 出演・役 Bill Kincaid
- The Panther's Claw : 監督ウィリアム・ボーディン、1942年 - 出演・役 District Attorney Bill Dougherty
- Lady Gangster : 監督ロバート・フローリー、1942年 - 出演・役 Lewis Sinton
- Tramp, Tramp, Tramp : 監督チャールズ・バートン、1942年 - ノンクレジット出演・役 Ex-Soldier Commander
- Hello, Annapolis : 監督チャールズ・バートン、1942年 - 出演・役 Capt. Dugan
- We Were Dancing : 監督ロバート・Z・レナード、1942年 - ノンクレジット出演・役 Hubert's friend
- Perils of the Royal Mounted : 監督ジェームズ・W・ホーン、1942年 - 出演・役 Richard Winton
- I Live on Danger : 監督サム・ホワイト、1942年
- Perils of Nyoka : 監督ウィリアム・ウィットニー、1942年 - 出演・役 Maj. Reynolds （第1章）
- Sons of the Pioneers : 監督ジョセフ・ケイン、1942年 - ノンクレジット出演・役 Townsman
- Smart Alecks : 監督ウォーレス・フォックス、1942年 - 出演・役 Police Captain Bronson
- Just Off Broadway : 監督ハーバート・I・リーズ、1942年 - ノンクレジット出演・役 Court Stenographer
- Foreign Agent : 監督ウィリアム・ボーディン、1942年 - 出演・役 Stevens
- War Dogs : 監督S・ロイ・ルビー、1942年 - 出演・役 David J. Titus
- Silver Queen : 監督ロイド・ベーコン、1942年 - 出演・役 Judge
- Lost Canyon : 監督レスリー・セランダー、1942年 - 出演・役 Tom Clark
- 『戦火の大地』 Silent Witness : 監督ジーン・ヤーブロー、1943年 - 出演・役 Benjamin Yeager
- Cosmo Jones, Crime Smasher : 監督ジェームズ・ティンリング、1943年 - 出演・役 Mr. James J. Blake
- Reveille with Beverly : 監督チャールズ・バートン、1943年 - ノンクレジット出演・役 Announcer
- Two Weeks to Live : 監督マルコム・セント・クレア、1943年 - 出演・役 J.J. Stark Sr.
- 『カウボーイ・キング』 King of the Cowboys : 監督ジョセフ・ケイン、1943年 - ノンクレジット出演・役 Businessman
- Daredevils of the West : 監督ジョン・イングリッシュ、1943年 - ノンクレジット出演・役 T.M. Sawyer
- Days of Old Cheyenne : 監督エルマー・クリフトン、1943年 - 出演・役 Governor Frank Shelby
- Colt Comrades : 監督レスリー・セランダー、1943年 - 出演・役 Rancher Varney
- Doughboys in Ireland : 監督ルー・ランダーズ、1943年 - 出演・役 Larry Hunt
- The Masked Marvel : 監督スペンサー・ゴードン・ベネット、1943年 - ノンクレジット出演・役 Mr. Kellering （第7章）
- Where Are Your Children? : 監督ウィリアム・ナイ、1943年 - 出演・役 Butler
- 『旧友』 Old Acquaintance : 監督ヴィンセント・シャーマン、1943年 - ノンクレジット出演・役 Red Cross Chairman
- Riders of the Deadline : 監督レスリー・セランダー、1943年 - 出演・役 Ranger Captain Jennings
- 『最後の対決』 The Woman of the Town : 監督ジョージ・アーチェインボード、1943年 - 出演・役 Doc Sears
- Marshal of Gunsmoke : 監督ヴァーノン・キース、1944年 - 出演・役 Sam Garret
- 『ナボンガ』 Nabonga : 監督サム・ニューフィールド、1944年 - 出演・役 T.F. Stockwell
- Sailor's Holiday : 監督ウィリアム・バーク、1944年 - ノンクレジット出演・役 Director
- Oklahoma Raiders : 監督ルイス・D・コリンズ、1944年 - 出演・役 Colonel Rogers
- Shake Hands with Murder : 監督アルバート・ハーマン、1944年 - 出演・役 John Clark
- Lumberjack : 監督レスリー・セランダー、1944年 - 出演・役 Buck Peters
- Forty Thieves : 監督レスリー・セランダー、1944年 - 出演・役 Buck Peters, Bar 20 owner
- Marshal of Reno : 監督ウォーレス・グリセル、1944年 - 出演・役 Editor John Palmer
- Goin' to Town : 監督レスリー・グッドウィンズ、1944年 - 出演・役 Wentworth
- Sheriff of Sundown : 監督レスリー・セランダー、1944年 - 出演・役 Governor Brainerd
- Hi, Beautiful : 監督レスリー・グッドウィンズ、1944年 - ノンクレジット出演・役 Board Member
- Accomplice : 監督ウォルター・コームズ、1946年 - 出演・役 Vincent Springer
- 『サン・クエンティン』 San Quentin : 監督ゴードン・ダグラス、1946年 - ノンクレジット出演・役 Dr. Stanton
- 『どたばたハネムーン』 Honeymoon : 監督ウィリアム・ケイリー、1947年 - ノンクレジット出演・役 American
- 『偽証』 Railroaded! : 監督アンソニー・マン、1947年 - ノンクレジット出演・役 Doctor attending Cowie

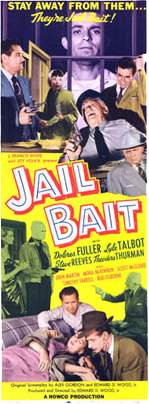
遺作『牢獄の罠』、1954年。

- Superman : 監督スペンサー・ゴードン・ベネット / トーマス・カー、1948年 - 出演・役 Dr. Arnold Graham （第3, 9-11, 13-15章）
- Silent Conflict : 監督ジョージ・アーチェインボード、1948年 - 出演・役 Yardman Jake
- The Argyle Secrets : 監督サイ・エンドフィールド、1948年 - ノンクレジット出演・役 Dr. Van Selbin
- 『テキサス警備隊』 The Gallant Legion : 監督ジョセフ・ケイン、1948年 - 出演・役 Major Grant
- The Counterfeiters : 監督サム・ニューフィールド、1948年 - 出演・役 Norman Talbot
- Sinister Journey : 監督ジョージ・アーチェインボード、1948年 - 出演・役 Marshal Reardon（クレジットでは「Constable」）
- Borrowed Trouble : 監督ジョージ・アーチェインボード、1948年 - 出演・役 Cattle buyer Groves
- Strange Gamble : 監督ジョージ・アーチェインボード、1948年 - 出演・役 John Murray
- 『ジャンヌ・ダーク』 Joan of Arc : 監督ヴィクター・フレミング、1948年 - ノンクレジット出演・役 Judge Marguerie
- 『曠野の追撃』 Brimstone : 監督ジョセフ・ケイン、1949年 - 出演・役 Storekeeper
- 『平原の勇者』 Fighting Man of the Plains : 監督エドウィン・L・マリン、1949年 - ノンクレジット出演・役 Kerrigan's Lawyer

### 1950年代
- Gene Autry and The Mounties : 監督ジョン・イングリッシュ、1951年 - 出演・役 Inspector Wingate
- The Flaming Urge : 監督ハロルド・エリクスン、1953年 - 出演・役 Herb, fire chief
- 『叛逆の用心棒』 The Stranger Wore a Gun : 監督アンドレ・ド・トス、1953年 - ノンクレジット出演・役 Man on Riverboat Stairs
- 『牢獄の罠』 Jail Bait : 監督エド・ウッド、1954年 - 出演・役 Doctor Gregor

## 関連事項
- セリグ・ポリスコープ・カンパニー （en:Selig Polyscope Company）
- フランシス・ボッグス （en:Francis Boggs）
- アーチ・オーボラー （en:Arch Oboler）
- パインズ・クレマトリー会堂 （en:Chapel of the Pines Crematory）
- ハリウッド大通り （en:Hollywood Boulevard）

## 註
1. 1 2 3 4 5 6 7 8 9 10 11 12 13 14 15 16 17 18 19 20 21 22 23 24  Herbert Rawlinson, Internet Movie Database （英語）, 2010年6月9日閲覧。
2. ↑  Herbert Rawlinson, allmovie （英語）, 2010年6月9日閲覧。
3. ↑  『ブルーバード映画の記録』 : 製作・著・発行山中十志雄・塚田嘉信、1984年4月、p.60-63.
4. 1 2  Former Local Girl Charged With Part In A 'Love Market', The Lewiston Daily Sun, 1931年3月7日付第13面。
5. ↑  Herbert Rawlinson, Internet Broadway Database （英語）, 2010年6月9日閲覧。
6. ↑  Herbert Rawlinson, Find A Grave （英語）, 2010年6月9日閲覧。
7. ↑  Jail Bait - IMDb（英語）, 2010年6月9日閲覧。
8. ↑  『20世紀アメリカ映画事典 1914-2000日本公開作品記録 索引』、畑暉男編、カタログハウス、2002年 ISBN 4905943507、p.76.